# You Got It All
"You Got It All" foi o quarto single lançado na década de 1980 pela banda de dance-pop The Jets, presente em seu álbum de estréia com sucesso comercial de 1985, The Jets. Foi escrito por Rupert Holmes, mais famoso pela canção "Escape (Rupert Holmes song)".
"You Got It All" atingiu a posição de número três na Billboard Hot 100 nos Estados Unidos no início de 1987. A canção também ficou no topo da parada adult contemporary durante duas semanas e atingiu a posição de número dois nas paradas de R&B. A canção também fez uma participação no filme Jaws: The Revenge.

## Desempenho e processão
| País/Parada' (1986/1987)                   | Melhor posição |
| ------------------------------------------ | -------------- |
| Estados Unidos (Billboard Hot 100)         | 3              |
| Estados Unidos (R&B/Hip-Hop Songs)         | 2              |
| Estados Unidos (Adult Contemporary Tracks) | 1              |

Predecessão e sucessão

## Versão de Britney Spears

### Antecedentes
Em 1997, Britney Spears começou a trabalhar em seu álbum de estreia, ...Baby One More Time. Após se encontrar com o produtor Eric Foster White em agosto, a cantora ficou sabendo da versão original da canção feita por The Jets, e decidiu gravar um cover da canção. Steve Lunt, vice presidente da A&R da Jive na época, revelou que quando a gravadora CEO "ouviu [a faixa] na reunião da A&R, ele disse, 'OK, nós temos algo.' Até que, ele estava com um pouco de dúvida." "You Got It All" seria lançado originalmente no álbum de estreia de Spears; no entanto só foi lançado no álbum Oops!... I Did It Again (2000). A canção teve um lançamento promocional na França.

### Recepção
Em uma revisão para o CD Universe disse, "a melhor coisa dos The Jets, 'You've Got It All' [sic] brilhou como nunca com o fascínio de menina de Britney. Tome nota, entretanto, que Britney não é um monte de bolhas —com uma influência óbvia de Mariah Carey, ela desliza muito habilmente com as principais mudanças e oferece saltos vibrantes na voz que derrete praticamente qualquer coração, jovem ou velho."

### Faixas e formatos
- Single promocional da França[4]

1. "You Got It All" - 4:09
2. "Oops!... I Did It Again" (videoclipe) - 3:30
3. "Lucky" (videoclipe) - 3:25
4. "From the Bottom of My Broken Heart" (videoclipe) - 4:29